# Liste der italienischen Botschafter in Afghanistan
Liste der italienischen Botschafter in Afghanistan. Die italienische Botschaft in Kabul befindet sich an der Great Massoud Road.

## Botschafter
| Ernannt / Akkreditiert | Name                                | Bemerkungen      | ernannt während der Regierung von | akkreditiert während der Regierung | Posten verlassen |
| ---------------------- | ----------------------------------- | ---------------- | --------------------------------- | ---------------------------------- | ---------------- |
| 1921                   | Gaetano Paternó di Manchi di Bilici |                  | Ivanoe Bonomi                     | Amanullah Khan                     |                  |
| 1924                   | Antonio Cabicchioni                 |                  | Benito Mussolini                  | Amanullah Khan                     |                  |
| 1926                   | Gino Cecchi                         |                  | Benito Mussolini                  | Amanullah Khan                     |                  |
| 1931                   | Vincenzo Galanti                    |                  | Benito Mussolini                  | Mohammed Nadir Schah               |                  |
| 1934                   | Francesco Meriano                   | (* 1896; † 1934) | Benito Mussolini                  | Mohammed Sahir Schah               |                  |
| 1934                   | Ugo Sabetta                         |                  | Benito Mussolini                  | Mohammed Sahir Schah               |                  |
| 1936                   | Pietro Quaroni                      |                  | Benito Mussolini                  | Mohammed Sahir Schah               |                  |
| 1946                   | Alberto Calisse                     |                  | Ferruccio Parri                   | Mohammed Sahir Schah               |                  |
| 1950                   | Franco Fontana                      |                  | Ferruccio Parri                   | Mohammed Sahir Schah               |                  |
| 1954                   | Alfredo Nuchio                      |                  | Ferruccio Parri                   | Mohammed Sahir Schah               |                  |
| 1956                   | Guido Relli                         |                  | Antonio Segni                     | Mohammed Sahir Schah               |                  |
| 1958                   | Folco Trabalza                      |                  | Amintore Fanfani                  | Mohammed Sahir Schah               |                  |
| 1961                   | Carlo Cimino                        |                  | Fernando Tambroni                 | Mohammed Sahir Schah               |                  |
| 1967                   | Antoni Sanfelice Di Monteforte      |                  | Giovanni Leone                    | Mohammed Sahir Schah               |                  |
| 1970                   | Carlo Ungaro                        | Geschäftsträger  | Emilio Colombo                    | Mohammed Sahir Schah               |                  |
| 1970                   | Italo Papini                        |                  | Emilio Colombo                    |                                    |                  |
| 1975                   | Valerio Brigante Colonna            |                  | Aldo Moro                         |                                    |                  |
| 1978                   | Francesco Lo Prinzi                 |                  | Giulio Andreotti                  | Nur Muhammad Taraki                |                  |
| 2002                   | Domenico Giorgi                     | [ 1 ]            | Silvio Berlusconi                 | Hamid Karzai                       |                  |
| 2008                   | Claudio Glaentzer                   |                  | Silvio Berlusconi                 | Hamid Karzai                       | 2011             |
| 25. Feb. 2012          | Luciano Pezzotti                    | [ 2 ]            | Mario Monti                       | Hamid Karzai                       |                  |